# Josef Jakobs

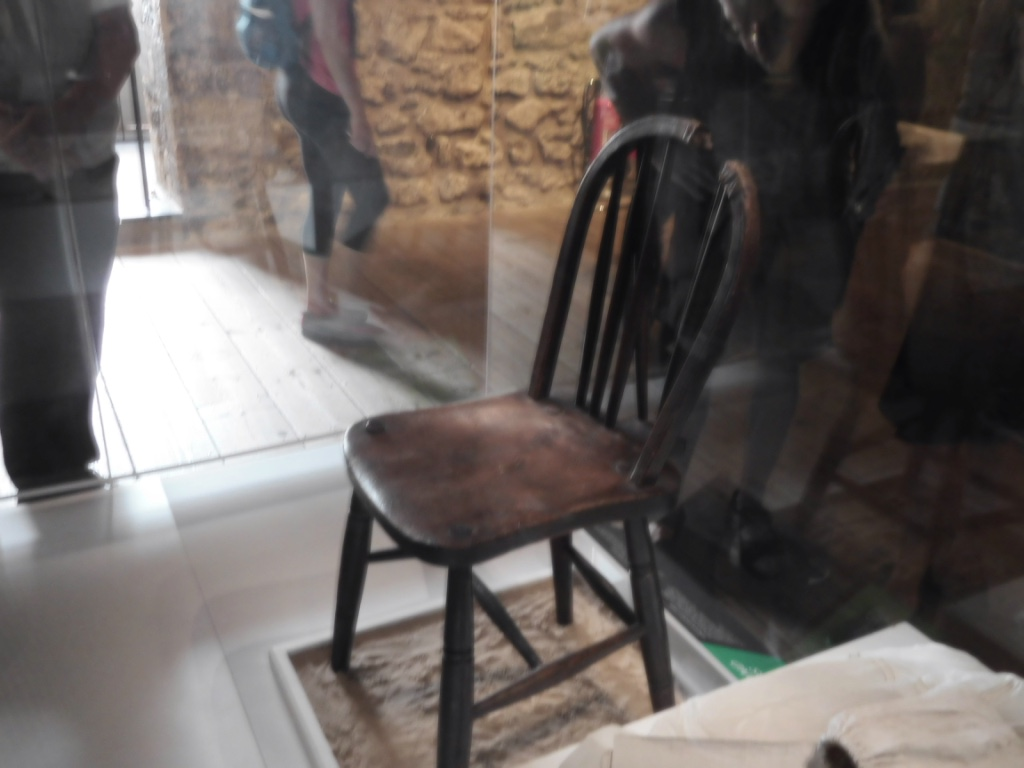
Windsorstolen som Jakobs satt i när han avrättades genom arkebusering.

Josef Jakobs, född 30 juni 1898 i Luxemburg, död 15 augusti 1941 i London, England, var en tysk spion och den siste att avrättas i Towern.